# Impuesto Inmobiliario (Argentina)
El Impuesto Inmobiliario  es un tributo que aplican todas las provincias argentinas y la ciudad de Buenos Aires sobre la propiedad inmobiliaria, ya sea urbana o rural.

## Historia
El Congreso Constituyente de 1853 creó la “contribución territorial” que imponía un pago anual a las propiedades urbanas y rurales dentro del territorio de la Confederación. En 1905 aparece otro antecedente del tributo con la creación del "impuesto a las sucesiones" y en 1911 el “impuesto al mayor valor de las propiedades inmuebles”.
Las provincias poseen poderes tributarios originarios, potestad sobre las contribuciones directas (entre ellas el impuesto inmobiliario) y facultad concurrente con la Nación sobre los impuestos indirectos, no pudiendo ejercer el poder delegado a la Nación (Artículo 75° y 126°).
Los municipios no poseen potestades impositivas originarias, pero desde 1994 la Constitución Nacional incorporó la autonomía municipal, debiendo las provincias fijar su alcance en materia económica – financiera (Artículo 123°).

## Características
Se calcula sobre el valor fiscal de las propiedades, que es determinado por el estado y en general es mucho menor que el valor de mercado. Las alícuotas varían dependiendo de la provincia:
| Provincia                 | Rural                                         | Urbano                                                                 |
| ------------------------- | --------------------------------------------- | ---------------------------------------------------------------------- |
| Provincia de Buenos Aires | Cuota fija + 1,059-7,058% sobre el excedente  | Cuota fija + 0,028-1,725% sobre el excedente                           |
| Córdoba                   | 12 por mil (12%o) + impuesto adicional (2-9%) | Cuota fija + 0,33-0,79% sobre el excedente + impuesto adicional (2-9%) |
| Entre Ríos                | Cuota fija + 9-23% sobre el excedente         | Cuota fija + 6-28% sobre el excedente                                  |
| Santa Fe                  | Cuota fija + 6,49-23,51% sobre el excedente   | 0,88-14,04%                                                            |